# Counter-Strike Portable
Counter-Strike Portable (abreviado por CS Port e hoje conhecido como Critical Strike Portable) é um jogo baseado no motor gráfico Unity e que utiliza a física do nVidia PhysX. Ele é uma cópia do modification da Valve, o Counter-Strike. O jogo teve início do projeto no site Newgrounds (o jogo permanece ativo no site). Sua última versão do Windows foi a 2.62e, nesta versão, o jogo incluia 3 linguagens (inglês, russo e também português) e incluía um menu de jogo totalmente modificado, diferente das versões anteriores do jogo. O projeto teve a ideia principal e criação de Igor Levochkin em 2011, ao longo do tempo, Igor havia conhecido mais pessoas experientes em game engine, um ano depois de diversas versões do jogo, foi criada a Studio OnMars em meados de 2010 ou 2011. O jogo tem referência a muitos clássicos do Windows, por exemplo, no modo Survival, o jogador deve sobreviver uma "onda" (conhecido como rounds no modo sobrevivência em um jogo) de tempo, o jogador deve enfrentar alguns tipos de zumbis, um zumbi conhecido no jogo como Kamikaze faz referência ao jogo da Croteam, o Serious Sam. O jogo também faz referência ao filme Matrix com a opção "slo-mo" (câmera lenta). Os modelos das armas e as mãos são baseadas no modfication do Half-Life conhecido como The Specialists que hoje se encontra sem atividades.Em janeiro de 2018,o jogo na plataforma de Windows,foi removido de quase todos os sites que o possuíam,ou o jogo foi modificado para uma versão CS:GO (Counter Strike:Global Offensive).

## Modos de jogo
Sendo uma cópia do jogo Counter-Strike, o jogo incluí o modo clássico no qual o jogador escolhe o lado CT (Contra-Terroristas) ou T (Terroristas) para jogar, o jogo também tem modos diversos que o próprio Counter-Strike não tem (isso se no jogo for instalado os famosos mods), eles são:
- Classic
- Team Deathmatch
- Mode Zombie (é o modo novo no jogo, as regras são as do Todos contra Todos, mas ao invés só de escolher os Humanos, você pode jogar com os Zombies.)
- Bomb Planting - Igual ao jogo original, é possível também plantar a bomba.
- Survival - Um modo de sobrevivência personalizável, é possível por exemplo não ter zumbis e deixar apenas terroristas como inimigos.

## Mods personalizáveis
Os mods personalizáveis são apenas usados para deixar o jogo fora do padrão, confira alguns dos mods que podem ser usados no jogo:
"Matrix Mod" - Baseado no filme Matrix, o jogo fica em "Slow Motion" (Câmera Lenta) ao ver o inimigo, tanto de perto, quanto de longe.
"Space Mod" - Este é um novo mod na versão estável do jogo. Na hora que o jogador matou seu inimigo ele estará flutuando ao invés de morrer deitado no chão. Neste mod foi adicionado o programa da nVidia, o PhysisX.
"Night/Day Mod" - Neste mod, o jogador escolhe se quer deixar o jogo no escuro ou iluminado.
"Zombie Mod" - Este mod permite ao jogador escolher entre zumbis no meio do jogo. *Os zumbis disponíveis neste mod são o "Fatty Zumbie" e o "Monster".
"Blur" - Modo que deixa um tom de contraste muito forte. Ele é um dos primeiros modfications in-game do jogo.

## CS Portable para novas plataformas e o início do Critical Missions
O jogo sendo um sucesso, a Studio OnMars portou o jogo para as plataformas móveis como a loja Google Play para a plataforma Android, e na App Store para o iPhone. Ao longo do sucesso do Critical Strike, a Studio OnMars desenvolveu a sua série spin-off do jogo conhecido como Critical Missions. O spin-off em si não tem grandes novidades como o jogo original, mas ele é focado em temas como por exemplo o Critical Missions: SWAT, ele é uma versão na qual o jogador faz missões de campanha deathmatch (similar ao modo de campanha no Unreal Tournament), também podendo selecionar o modo deathmatch como no original, entre outros. Critical Missions: Space foi lançado pouco tempo depois, o jogo é focado em cenários futurísticos, mesmo assim o jogo não perde o foco de jogabilidade como o SWAT.

## Câmeras de visão do jogo
Diferente do Counter-Strike, o CS Portable vem com a opção de mudar a câmera de visão do jogo, no jogo, há 3 perspectivas de câmera, a padrão é a "First Person" (Câmera em Primeira Pessoa) dentre as outras são:
- "Third Person" - Câmera em Terceira Pessoa.
- "Top Down Camera" - É a mais recente do jogo, foi adicionada numa versão do jogo em meados de 2013, a câmera é vista por cima do personagem, igual ao jogo do PlayStation Grand Theft Auto. Apenas disponível no modo "Survival".